# Charles-Maximilien Bailly
Charles-Maximilien Bailly (Morlanwelz, 5 februari 1854 - 19 januari 1906) was een Belgisch industrieel en volksvertegenwoordiger.

## Levensloop
Bailly was industrieel in Morlanwelz.
In 1891 stichtte hij, samen met Valère Mabille, Vital Cambier en Frédéric Fauconnier, allen industriëlen in Morlanwelz, de bakkerij Le Bon Grain, bedoeld als concurrent tegenover de socialistische bakkerijen die goedkoop brood leverden. De vennootschap had ook een pensioenkas en een hulpkas voor ziekteverzekering, die beiden tot in 1967 bestonden.
In 1895 werd hij verkozen tot katholiek volksvertegenwoordiger voor het arrondissement Thuin, in opvolging van Armand Anspach-Puissant. In de ballotagestemming haalde hij het met een zeer nipte meerderheid van 22.210 stemmen, tegen 22.185 voor de socialistische kandidaat.
Hij vervulde het ambt slechts voor één termijn, tot in 1898.
Hij was drager van eretekens zoals die van ridder in de Orde van Christus (Portugal) en commandeur in de Orde van Isabella de Katholieke (Spanje).

## Voetnota
1. ↑  De bakkerij, met productie in Morlanwelz, bestaat nog steeds, binnen de La Lorraine Bakery Group, die Le Bon Grain einde 2015 overnam
2. ↑  La Lorraine Bakery Group neemt fabriek van Le Bon Grain over. Gearchiveerd op 6 oktober 2017. Geraadpleegd op 11 juni 2023.